# Comité de Não Intervenção
O Comité de Não Intervenção (1936-1939), também conhecido por Comité de Londres, foi um organismo criado no seio da Sociedade das Nações (SDN), por iniciativa da França e da Grã-Bretanha, visando prevenir a internacionalização da Guerra Civil Espanhola. O Comité estabeleceu a sua sede em Londres.

## Objectivos e estrutura
Para evitar a internacionalização do conflito que se iniciara em Espanha, foi criado um Comité de Não Intervenção com o objectivo de prevenir a ajuda militar estrangeira em pessoal e material bélico a qualquer das facções envolvidas na Guerra Civil Espanhola. A sua constituição foi resultado da assinatura de um Pacto de Não Intervenção proposto nos princípios de Agosto de 1936 no contexto de uma iniciativa diplomática conjunta dos governos de Léon Blum, da França, e de Neville Chamberlain, do Reino Unido, no seio da Sociedade das Nações.
O acordo insere-se nas políticas de apaziguamento que então as potências democráticas europeias, com destaque para o Reino Unido, estavam a introduzir nas suas relações, já tensas, com as ditaduras então emergentes na Europa. Essas políticas tinham como objectivo último prevenir que a Guerra Civil Espanhola se transformasse numa guerra pan-europeia com a Itália e a Alemanha a apoiar os nacionalistas liderados por Francisco Franco e a União Soviética a suportar os republicanos da Frente Popular. Nesse contexto, para evitar a propagação do conflito, as democracias ocidentais preferiam sacrificar a o regime democrático em Espanha.
O Comité de Não Intervenção reuniu pela primeira vez em Londres, a 9 de Setembro de 1936, tendo presentes representantes de todos os Estados europeus da época, com excepção da Suíça (cujo estatuto de neutralidade impedia a participação). Quando terminou o período de adesão, estavam representados 27 Estados: Dinamarca, Bulgária, Grécia, Alemanha, Áustria, Bélgica, Estónia, Finlândia, França, Reino Unido, Itália, Lituânia, Luxemburgo, Noruega, Países Baixos, Polónia, Portugal, Roménia, Suécia, Checoslováquia, Turquia, Jugoslávia, Albânia, Hungria, Irlanda, União Soviética e Letónia.
A segunda reunião realizou-se a 14 de Setembro, reunindo representantes da Bélgica, Reino Unido, Checoslováquia, França, Alemanha, Itália, Rússia e Suécia.
Apesar das reuniões e das constantes proclamações, a política de não intervenção não serviu para nada. As principais potências democráticas, Reino Unido e França, abstiveram-se de intervir na guerra civil, mas a Alemanha e a Itália apoiaram de maneira sistemática e decisiva as forças nacionalistas de Francisco Franco, ao mesmo tempo que a União Soviética enviava ajuda militar ao lado republicano.
O governo republicano, através de Julio Alvarez Vayo, Ministro de Estado, depois de se ter queixado em várias ocasiões dos incumprimentos do Pacto de Não Intervenção pede a protecção internacional e a 25 de Setembro de 1936 solicita a intervenção em Espanha da Sociedade das Nações. Apesar de inicialmente reconhece razão ao Governo espanhol, aquele organismo internacional acaba por ignorar as queixas dos republicanos, bloqueado pelas políticas de apaziguamento seguidas pelas democracias europeias.
A 12 de Novembro de 1936 o Reino Unido propôs um plano de controlo destinado a impedir o tráfico de armas para Espanha. O plano apenas foi aprovado a 8 de Março de 1937 e nunca seria totalmente posto em prática, revelando-se na prática um total fracasso.
O Comité foi dissolvido a 20 de Abril de 1939, após a vitória das forças nacionalistas.
Analisada a acção do Comité conclui-se que a sua acção foi irrelevante, sendo uma verdadeira farsa para ambos os contendores, já que os dois lados continuaram a receber ajuda militar estrangeira. Ainda assim, em última instância prejudicou o lado republicano e ajudou os militares sublevados, que contaram desde o princípio com o apoio generoso das potências do Eixo nazi-fascista.